# ヨハネス・フレイ
ヨハネス・フレイ（Johannes Frey 1996年11月12日- ）は、ドイツ出身の柔道選手。階級は100kg超級。兄は100kg級のカール＝リヒャルト・フレイ。

## 経歴
2016年のヨーロッパジュニア100kg級で2位になった。その後階級を100kg超級に上げると、2018年のグランプリ・アガディールでIJFワールド柔道ツアー初優勝を果たした。2020年には地元で開催されたグランドスラム・デュッセルドルフで2位になった。2021年のグランドスラム・カザンでは3位だった。7月に日本武道館で開催された東京オリンピックでは初戦で難民選手団のジャバド・マハジョーブに技ありで敗れた。東京オリンピック混合団体では3位になった。
IJF世界ランキングは1752ポイント獲得で21位(22/9/26現在)。

## 主な戦績
- 2016年 - ヨーロッパジュニア　2位(100kg級)
- 2018年 - グランプリ・アガディール　優勝
- 2020年 - グランドスラム・デュッセルドルフ　2位
- 2021年 - グランドスラム・カザン　3位
- 2021年 - 東京オリンピック混合団体　3位
- 2022年 -　ヨーロッパ選手権　2位
- 2022年 -　世界団体　3位

（出典）